# Pavel Běljajev
Pavel Ivanovič Běljajev (rusky Беляев, Павел Иванович; 26. června 1925 obec Čeliščevo ve Vologodské oblasti SSSR – 10. ledna 1970) byl vojenský letec a sovětský kosmonaut ruské národnosti. Je po něm pojmenován kráter Běljajev na odvrácené straně Měsíce.

## Život
Narodil se ve vesnici utopené v tajze a chtěl být proto lovcem, nebo cestovatelem. Žil v početné rodině se čtyřmi sestrami a bratrem, otec pracoval celé dny v nemocnici, matka denně v kolchoze. Ve volných chvílích po škole v okolních lesích lovil zvěř. Na počátku války jej na frontu kvůli věku nevzali, nastoupil jako soustružník továrny v Kamensku-Uralsku. V roce 1943 dostal povolávací rozkaz a narukoval do letecké školy vojenského námořnictva. Nastoupil na východní frontu 9. května 1945 v hodnosti nadporučíka. Sloužil v několika útvarech, na sedmi typech letadel, nepočítaje školní stroje. V roce 1956 byl poslán na vojenskou leteckou akademii a po třech letech absolvoval s vynikajícími výsledky lékařské vyšetření. V roce 1960 byl zařazen do oddílu kosmonautů, pak však následovalo zranění z parašutistického výcviku, jehož vinou se dostal do vesmíru až v roce 1965 s kosmickou lodí Voschod 2. Nedlouho poté byl na návštěvě v Československu.
V prosinci 1969 onemocněl, vředy – krvácení do žaludku a střev, operace se příliš nezdařila a 10. ledna 1970 v nemocnici zemřel. Byl ženatý, měl dvě děti a byl přirozeně jako všichni tehdejší sovětští kosmonauti komunista.

## Let do vesmíru
Startovali společně s Leonovem z Bajkonuru na jaře roku 1965. Byl velitelem lodě, absolvovali 17 obletů Země i s Leonovovým výstupem (první člověk) do vesmíru, po 26 letových hodinách v pořádku přistáli poblíž města Perm.
- Voschod 2 (18. března 1965 – 19. března 1965)